# Каргаполов, Михаил Иванович

Мемориальная доска в Новосибирске

Михаи́л Ива́нович Каргапо́лов (9 ноября 1928, Журавлевский сельсовет, Уральская область — 20 февраля 1976, Новосибирск) — советский математик, доктор физико-математических наук, член-корреспондент Академии наук СССР (1966)..

## Биография
Михаил Иванович Каргаполов родился 9 ноября 1928 года в крестьянской семье в селе Русаково Журавлёвского сельсовета Каргапольского района Шадринского округа Уральской области РСФСР, ныне село не существует, территория входит в Каргапольский муниципальный округ Курганской области.
Окончил школу в селе Каргаполье.
В 1951 году окончил Уральский государственный университет имени А. М. Горького. Работал в Хабаровске.
В 1953 году поступил в аспирантуру при кафедре высшей алгебры и геометрии Пермского государственного университета.
В 1955 году защитил диссертацию на степень кандидата физико-математических наук.
С 1954 по 1960 год работал на кафедре ВАиГ Пермского государственного университета: 1954—1955 — ассистент кафедры; 1955—1956 — старший преподаватель; 1956—1960 — доцент. Читал общие курсы по алгебре, ряд специальных курсов по теории групп, вёл спецсеминары, кружок по теории групп для студентов. Под его руководством в те годы научной работой занимались многие студенты: З. И. Теплоухова, М. И. Сергеев, И. Н. Абрамовский, В. Н. Ремесленников, Ю. И. Мерзляков и другие, большинство из которых в дальнейшем стали кандидатами и докторами наук.
В 1960 году академик А. И. Мальцев пригласил его работать во вновь создаваемое Сибирское отделение Академии наук СССР. Вся его дальнейшая жизнь связана с Институтом математики этого отделения и Новосибирским государственным университетом. Там он стал одним из ведущих советских учёных-алгебраистов. Участвовал в создании Новосибирского научного центра.
В 1963 году защитил докторскую диссертацию, в 1965 году ему присвоено звание профессора, в 1966 году избран членом-корреспондентом АН СССР.
Член КПСС с 1965 года.
С 1963 по 1966 был деканом механико-математического факультета; С 1967 по 1969 — проректор Новосибирского государственного университета; С 1967 по 1976 заведовал кафедрой алгебры.
С 1967 года до конца жизни заведовал отделом теории групп в Институте математики.
Член проблемной алгебраической комиссии АН СССР. Член правления Сибирского математического общества. По его инициативе было проведено четыре всесоюзных симпозиума по теории групп. Главный редактор журнала «Алгебра и логика» (1967—1976), член редколлегий журнала «Математические заметки» и «Сибирского математического журнала». Активно участвовал в общественной жизни Сибирского отделения АН СССР, был членом Новосибирского областного комитета защиты мира.
Последние несколько лет был тяжело болен и почти полностью лишен возможности двигаться. Зная, что болезнь неизлечима, он мужественно переносил страдания и напряженно работал до последнего дня.
Михаил Иванович Каргаполов умер 20 февраля 1976 года от последствий рассеянного склероза. Похоронен на Южном кладбище города Новосибирска Новосибирской области.

## Научная деятельность
Научные интересы связаны с вопросами факторизации конечных групп, теорией разрешимых групп и их обобщений с алгоритмическими проблемами теории групп. Ему принадлежат основополагающие результаты во многих разделах теории групп и алгоритмических проблем алгебры. Им решена проблема минимальности и проблема О.Ю. Шмидта о квазициклическом характере бесконечной локальной группы, все собственные подгруппы которой конечны. Получил новые результаты для локально-нормальных групп. Уточнил границы применения теоремы Силова. Разрабатывал теорию линейных групп. Совместно с А.И. Кокориным и В.М. Копытовым показал, что всякая некоммутативная свободная группа является неупорядочиваемой.
Отдавая должное успехам комбинаторной теории групп, был пропагандистом другого подхода к алгоритмическим проблемам - через финитную аппроксимируемость групп относительно соответствующих предикатов. Им построен алгоритм сопряженности для свободных разрешимых групп, попутно решены и некоторые другие алгоритмические проблемы. Был главным редактором «Коуровской тетради» — периодического сборника нерешённых задач теории групп. 
На основе лекций, прочитанных М. И. Каргаполовым, Ю. И. Мерзляковым и В. Н. Ремесленниковым в Новосибирском университете, написан учебник «Основы теории групп», который отличается краткостью и в то же время тщательностью и глубиной изложения. Эта книга является настольной для многих алгебраистов, как отечественных, так и зарубежных.

## Публикации
- Каргаполов М. И., Мерзляков Ю. И. Основы теории групп. — 3-е изд. — М.: Наука, 1982.

## Награды
Награждён орденом Трудового Красного Знамени, дважды: 1967 год, 1975 год и медалями.

## Память
- Мемориальная доска на здании Института математики имени С. Л. Соболева Сибирского отделения Российской академии наук, где он работал; установлена по адресу: г. Новосибирск, Верхняя зона Академгородка, просп. Академика Коптюга, 4[8].